# Дьяченко, Александр (советский футболист)
Александр Дьяченко (1918 — ?) — советский футболист, нападающий.
В 1938 году играл за «Молот» Тбилиси. В июне — июле 1940 года провёл два матча в чемпионате СССР за «Динамо» Тбилиси. В том же году перешёл в «Локомотив» Тбилиси, за который сыграл пять матчей, которые были аннулированы вследствие снятия команды из-за низких результатов. В 1944 году играл за ЦДКА в чемпионате Москвы. В Кубке СССР, где ЦДКА дошёл до финала, провёл три матча — 1/16, 1/8 и 1/2 финала; в первых двух матчах забил по одному голу.